# Cesare Gravina
Cesare Gravina (Napoli, 23 gennaio 1858 – New York, 16 settembre 1954) è stato un attore italiano del teatro e del cinema muto.

## Biografia
Interprete e capocomico del teatro d'operetta, abbandonò le scene nel 1911 forse per il grande schermo, dove avrebbe interpretato alcuni corti comici nei panni del personaggio Butalin, all'Ambrosio Film di Torino (ma secondo Vittorio Martinelli si tratterebbe di un'omonimia, in quanto il Gravina "americano" ha un'altra fisionomia).
In seguito lasciò l'Italia per recarsi negli Stati Uniti, dove ebbe una discreta carriera cinematografica con l'interpretazione di 60 pellicole girate tra il 1915 e il 1929, prevalentemente in ruoli secondari. Fu diretto, tra gli altri, da Sidney Olcott, Frank Lloyd, Raoul Walsh, Eric von Stroheim e Paul Leni.

## Filmografia
- Serie comica Butalin (1911-1914)
- Fricot e la statua, regia di Luigi Maggi (1913)
- Madame Butterfly, regia di Sidney Olcott (1915)
- Poor Little Peppina, regia di Sidney Olcott (1916)
- Hulda from Holland, regia di John B. O'Brien (1916)
- Less Than the Dust, regia di John Emerson (1916)
- The Price She Paid, regia di Charles Giblyn (1917)
- The Siren, regia di Roland West (1917)
- Il diamante della morte (The Fatal Ring), regia di George B. Seitz (1917)
- Miss Nobody, regia di William Parke (1917)
- Let's Get a Divorce, regia di Charles Giblyn (1918)
- The Mysterious Client, regia di Fred E. Wright (1918)
- The Street of Seven Stars, regia di John B. O'Brien (1918)
- Marriage for Convenience, regia di Sidney Olcott (1919)
- Mothers of Men, regia di Edward José (1920)
- Scratch My Back, regia di Sidney Olcott (1920)
- The Penalty, regia di Wallace Worsley (1920)
- Madame X, regia di Frank Lloyd (1920)
- D'ora in poi (From Now On), regia di Raoul Walsh (1920)
- La carovana della sete (The Leopard Woman), regia di Wesley Ruggles (1920)
- Beach of Dreams, regia di William Parke (1921)
- God's Country and the Law, regia di Sidney Olcott (1921)
- Femmine folli (Foolish Wives), regia di Erich von Stroheim (1922)
- Papà (Daddy), regia di E. Mason Hopper (1923)
- Donne viennesi (Merry-Go-Round), regia di Rupert Julian e, non accreditato, Erich von Stroheim (1923)
- Il piccolo saltimbanco (Circus Days), regia di Edward F. Cline (1923)
- Il gobbo di Notre Dame (The Hunchback of Notre Dame), regia di Wallace Worsley (1923)
- L'usignolo (The Humming Bird), regia di Sidney Olcott (1924)
- The Fiddlin' Doll, regia di Edward Laemmle (1924)
- The Empty Stall, regia di Harry A. Pollard (1924)
- The Shooting Star, regia di Edward Laemmle (1924)
- The Christmas Handicap, regia di Edward Laemmle (1924)
- The Hot Dog Special, regia di Edward Laemmle (1924)
- The Get-Away Day, regia di Edward Laemmle (1924)
- The Family Secret, regia di William A. Seiter (1924)
- Butterfly, regia di Clarence Brown (1924)
- The Rose of Paris, regia di Irving Cummings (1924)
- Those Who Dare, regia di John B. O'Brien (1924)
- Rapacità (Greed), regia di Erich von Stroheim (1924)
- Contraband, regia di Alan Crosland (1925)
- La danzatrice spagnola (The Charmer), regia di Sidney Olcott (1925)
- Fifth Avenue Models, regia di Svend Gade (1925)
- An Enemy of Men, regia di Frank R. Strayer (1925)
- The Man in Blue, regia di Edward Laemmle (1925)
- Don Dare Devil, regia di Clifford Smith (1925)
- A Woman's Faith, regia di Edward Laemmle (1925)
- Il fantasma dell'opera (The Phantom of the Opera), regia di Rupert Julian (1925)
- The Circus Cyclone, regia di Albert S. Rogell (1925)
- Desiderio d'amore (Flower of Night), regia di Paul Bern (1925)
- Starvation Blues, regia di Richard Wallace (1925)
- Monte Carlo, regia di Christy Cabanne (1926)
- The Midnight Sun, regia di Dimitri Buchowetzki (1926)
- The Blonde Saint, regia di Svend Gade (1926)
- The Magic Garden, regia di James Leo Meehan (1927)
- The Road to Romance, regia di John S. Robertson (1927)
- Cheating Cheaters, regia di Edward Laemmle (1927)
- La donna divina (The Divine Woman), regia di Victor Sjöström (1928)
- La sete dell'oro (The Trail of '98), regia di Clarence Brown (1928)
- L'uomo che ride (The Man Who Laughs), regia di Paul Leni (1928)
- How to Handle Women, regia di William James Craft (1928)
- Luna di miele (The Wedding March), regia di Eric von Stroheim (1928)
- Burning the Wind, regia di Herbert Blaché e Henry MacRae (1929)